# Felix zu Schwarzenberg
Felix Ludwig Johann, Fürst zu Schwarzenberg (Böhmisch-Krumau, 1800. október 2. – Bécs, 1852. április 5.); német–cseh származású arisztokrata, Schwarzenberg hercege, államférfi, diplomata, császári katonatiszt, 1848–1852 között az Osztrák Császárság miniszterelnöke és külügyminisztere.

## Származása
Felix zu Schwarzenberg az egyik legbefolyásosabb és legmagasabb rangú német–cseh főnemesi család leszármazottja volt.
Apja Josef von Schwarzenberg (1769–1833) herceg, anyja Paula von Arenberg (1774–1810). Öccse Friedrich zu Schwarzenberg (1809–1885), Salzburg és Prága érseke, bíboros. Legidősebb nővére, Marie Eleonore zu Schwarzenberg (1795–1848) Alfred zu Windisch-Grätz ezredeshez, későbbi tábornagyhoz és főhadparancsnokhoz ment feleségül.

## Életpályája
Katonai pályafutása következtében lett diplomata. Metternich alatt látott el diplomáciai tevékenységeket. Szentpétervárott, Londonban, Párizsban és Torinóban tevékenykedett. Utoljára Nápolyban volt nagykövet. Ezek után, 1848 márciusában Joseph Wenzel Radetzky hadseregében teljesített szolgálatot Milánóban; majd az osztrák fővárosba került. Itt az 1848. október 6-án kirobbant forradalom idején fegyveres harcokban is részt vett, majd a liberális kormányhoz csatlakozott, melynek vezetője Johann von Wessenberg volt. Az uralkodócsalád Schwarzenberget – minden bizonnyal sógora Alfred Windisch-Grätz herceg tábornagy közbenjárására – a bécsi udvarhoz hívatta, hogy ott a miniszteri tisztséget töltse be. Az ekkor Olmützben tartózkodó udvar az ő vezetésével állít fel egy erőskezű és a forradalmi vívmányokkal leszámolni kész kormányzatot. Ő is hozzájárult, hogy megszülessen a döntés, miszerint 1848. december 2-án I. Ferdinánd császárt a trónon I. Ferenc József főherceg váltsa fel.
Schwarzenberg herceg töltötte be Ausztriában a miniszterelnöki tisztséget 1848 novemberétől egészen 1852 áprilisában bekövetkezett haláláig. Nemcsak hogy legyőzte a forradalmat, de még Európából is visszaszerzett több politikai foglyot. 
A kegyelem jó dolog, de előbb egy kicsit akasztunk. Nem szabad visszariadnunk egy vérfürdőtől.
Kegyetlensége miatt Széchenyi István gyűlölte Schwarzenberget. Ein Blick című munkájában „halovány vámpír”-nak nevezte.
Javította a Habsburg monarchia helyzetét gazdasági és társadalmi modernizálással. 1848. november 21-én hozta létre a liberális kormányt Alexander Bachhal és Karl Ludwig von Bruckkal együtt. Konzervatívan igyekezett reformálni Franz Seraph von Stadionnal együtt. Később ezt a munkálatot folytatta Leopold von Thun–Hohenstein. Schwarzenberg ugyan eltökélt ellenforradalmár volt, de esélyt adott az alkotmányosságnak.
Orosz segítséggel leverte a magyar szabadságharcot. Szoros szövetségbe a pétervári udvarral a középnémet államokat a bécsi udvar pártjára vonta, a német szövetséget helyreállította és a porosz udvart az 1850-es olmützi szerződésben politikailag elszigetelte és mélyen megalázta. Nem sikerült neki az egységes Ausztriát sem a Német Szövetségbe, sem a Német Vámunióba (Zollverein) bevinni.
Politikai programjának középpontjában az egységes, erős Ausztria megteremtése állt, amely az egységesülő német birodalomban magának igényelheti a vezető szerepet. Kormányzati elveit abban az axiómában foglalta össze, hogy a császár parancsol, a nép pedig engedelmeskedik. Centralista elképzeléseket fogalmazott meg, melyek az „összbirodalmat” (Gesamtmonarchie) állították középpontba. Ebben semminemű területi vagy jogi különállásra nem volt lehetőség, így egyenes út vezetett a szabadságharcot követően a hagyományos magyar alkotmányosság felszámolásához és a neoabszolutizmus megteremtéséhez.
Politikai koncepciója mély benyomást gyakorolt a fiatal Ferenc Józsefre, aki makacsul ragaszkodott Schwarzenberg elveihez a miniszterelnöke 1852. április 5-én bekövetkezett váratlan halála után is.

## Külső hivatkozások
- Életrajza[halott link] (németül)

| Előző miniszterelnök: Johann von Wessenberg | Osztrák miniszterelnök 1848. november 21. – 1852. április 5. | Az osztrák zászló | Következő miniszterelnök: Karl Ferdinand von Buol-Schauenstein |